# Cyclopina esilis
Cyclopina esilis är en kräftdjursart som beskrevs av Alessandro Brian 1958. Cyclopina esilis ingår i släktet Cyclopina och familjen Cyclopinidae. Inga underarter finns listade i Catalogue of Life.